# Choristostigma perpulchralis
Choristostigma perpulchralis là một loài bướm đêm trong họ Crambidae.